# Revista del Jardín Botánico Nacional
Revista del Jardín Botánico Nacional (abreviado Revista Jard. Bot. Nac. Univ. Habana) es una revista científica con ilustraciones y descripciones botánicas que es publicada en Cuba por la Universidad de La Habana desde 1980, con el nombre de Revista del Jardín Botanico Nacional, Universidad de la Habana.